# Festival Sanremo
Sanremo Music Festival (italsky Festival di Sanremo), oficiálně Italian Song Festival (italsky Festival della canzone italiana) je nejpopulárnější hudební soutěž v Itálii, která se od roku 1951 každoročně koná v lázeňském městě Sanremo v Ligurii. Jedná se o nejdéle vysílanou národní televizní hudební soutěž a podle formátu soutěže vznikla Eurovision Song Contest.

## Pořádání a pravidla
Tradičně se koná v divadle Ariston. V současnosti se obvykle koná na přelomu února a března. Trvá pět galavečerů, přičemž ten poslední se nazývá finálový. Po celou dobu provází festivalem moderátorská dvojice. Večerní představení jsou vysílána v přímém přenosu na prvním kanále italské veřejnoprávní televize RAI. Zpravidla se soutěží ve dvou kategoriích – jedna pro již známé zpěváky a druhá pro začínající. Skupiny i dvojice mohou vystupovat v obou kategoriích. Platí, že interpret, který jednou vystoupí v nižší kategorii, by měl v příštím roce (pokud se chce zúčastnit) vystoupit ve vyšší kategorii. O vítězi rozhoduje porota a diváci. Každý soutěžící má jen jednu píseň. Tu zpívá poprvé v zahajovací večer, pokud postoupí, pak i ve finále. Pokud vyhraje, tak ještě jednou. Krom tohoto hlavní soutěžení se udělují i různé ceny za zásluhy a kvality.

## Soutěžící
Soutěží jen s jednou písní, která nesmí být starší než předešlý ročník festivalu. Píseň musí být v italštině, a proto zde soutěží jen Italové a výjimečně Švýcaři či emigranti. Zahraniční hosté zde nesoutěží.

## Zajímavosti z historie
- až do sedmdesátých let musela mít jedna soutěžní píseň dva interprety, kteří ji zazpívali odděleně a každý dostal „své“ hodnocení, která se oběma sčítala
- v roce 1967 se zavraždil na svém pokoji v Hotelu Savoy v Sanremu zpěvák Luigi Tenco, který neunesl kritiku. Nalezen byl snoubenkou a spolusoutěžící zpěvačkou Dalidou. Řadu jeho kolegů čin zasáhl a mnoho „angažovaných“ zpěváků odmítá od té doby účast

## Vítězové

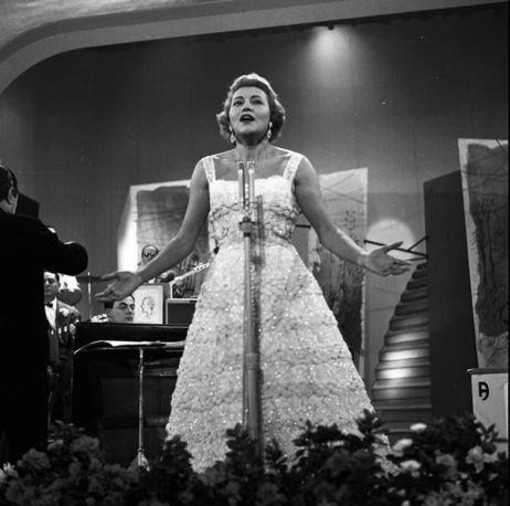
Nilla Pizzi ovládla první ročník festivalu.

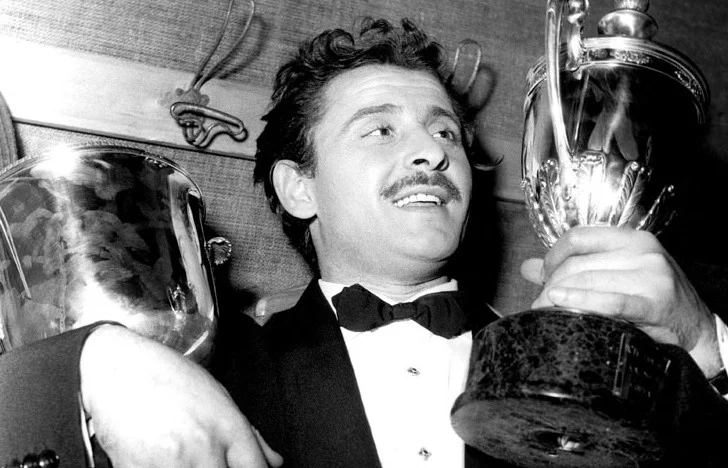
Domenico Modugno po vítězství v roce 1959. Modugno vyhrál ročníky 1958, 1959, 1962 a 1966.

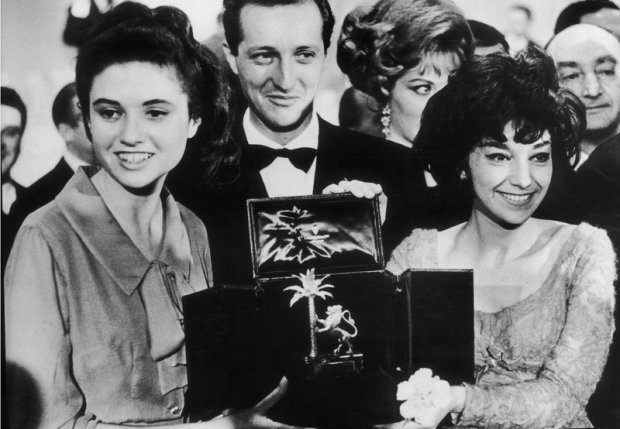
Gigliola Cinquetti a Patricia Carli oslavují vítězství v roce 1964.

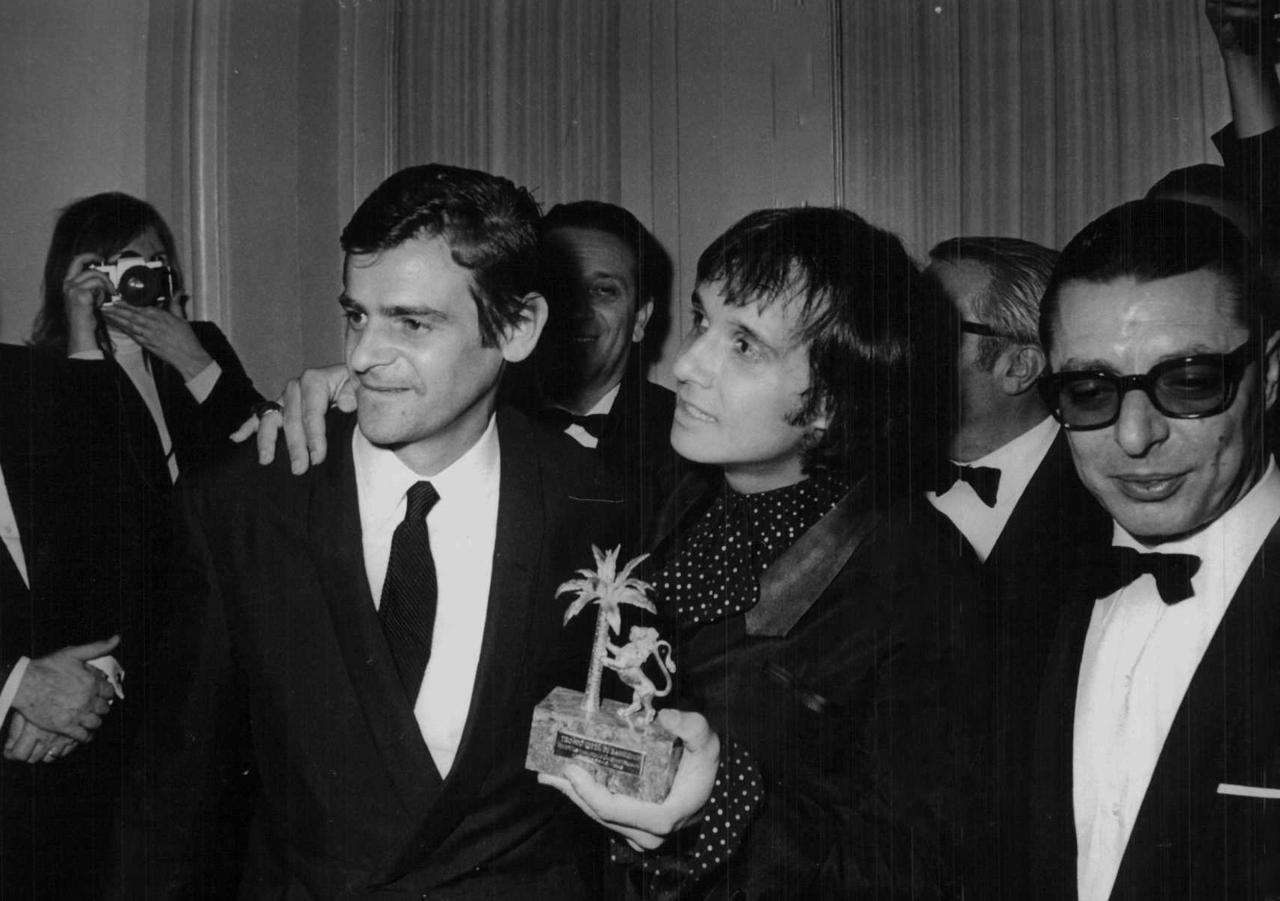
Sergio Endrigo a Roberto Carlos po vítězství v roce 1968.

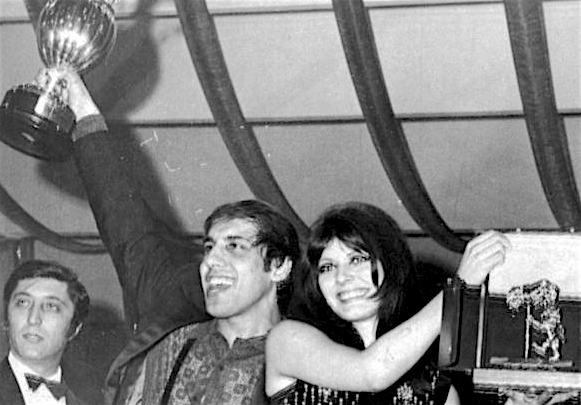
Adriano Celentano a Claudia Mori vyhráli v roce 1970.

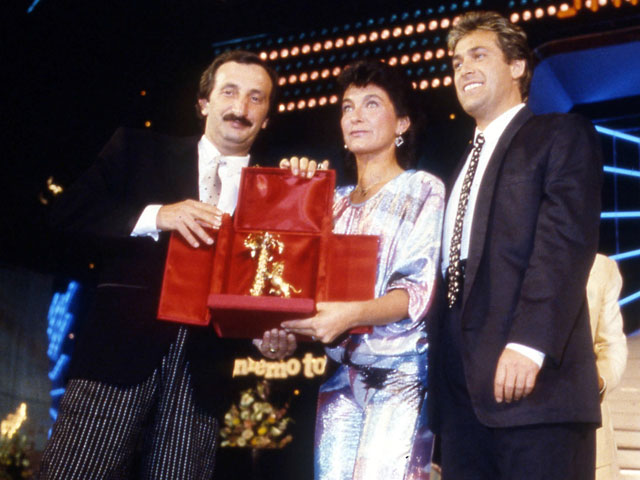
Ricchi e Poveri vyhráli v roce 1985.

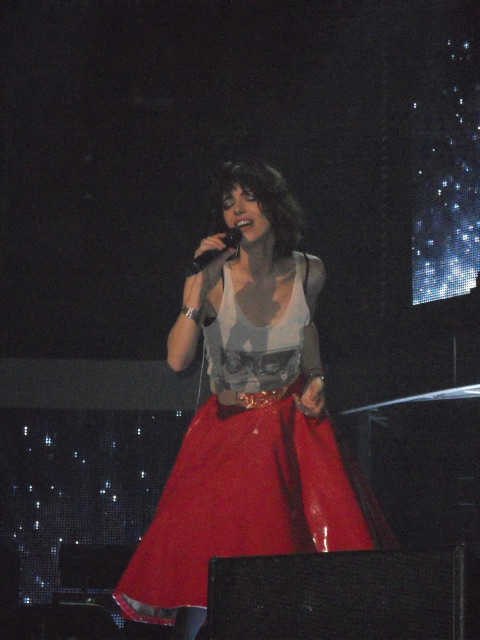
Giorgia ovládla Sanremo 1995.

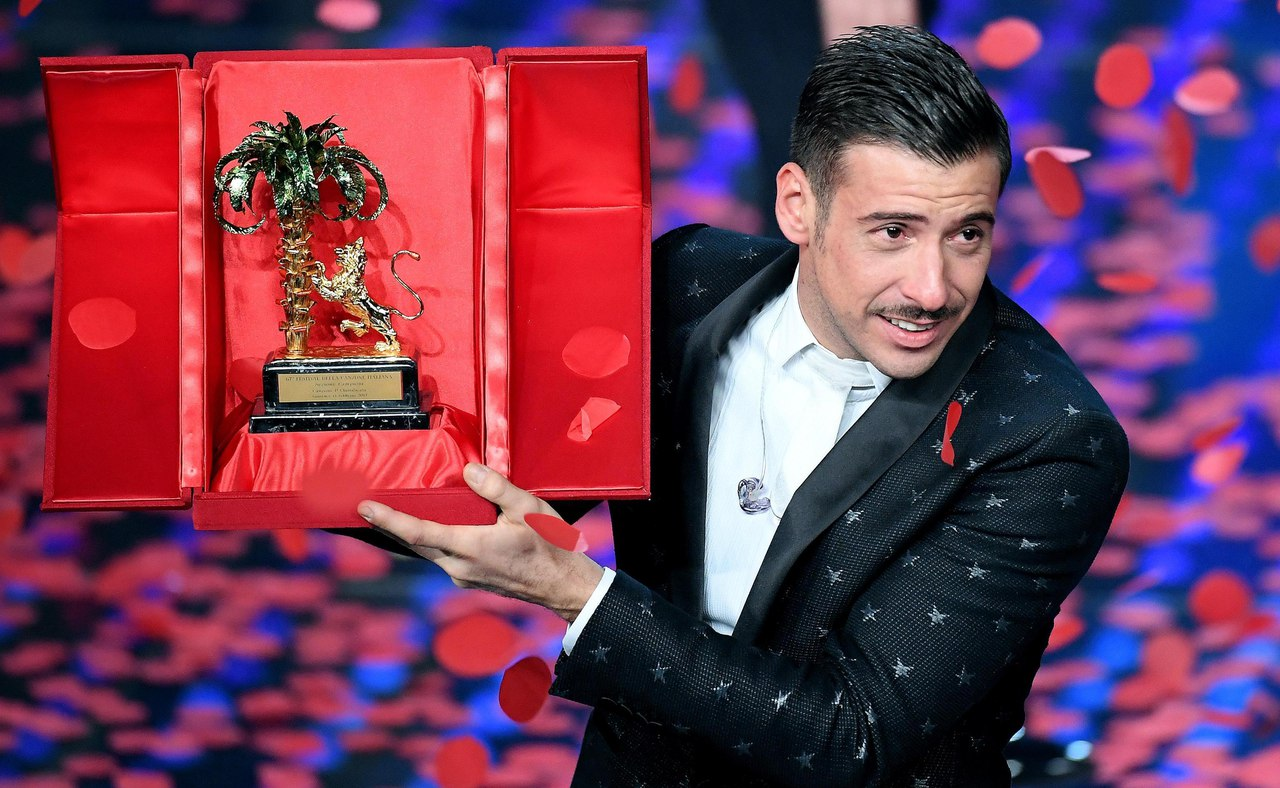
Francesco Gabbani vyhrál v roce 2017.

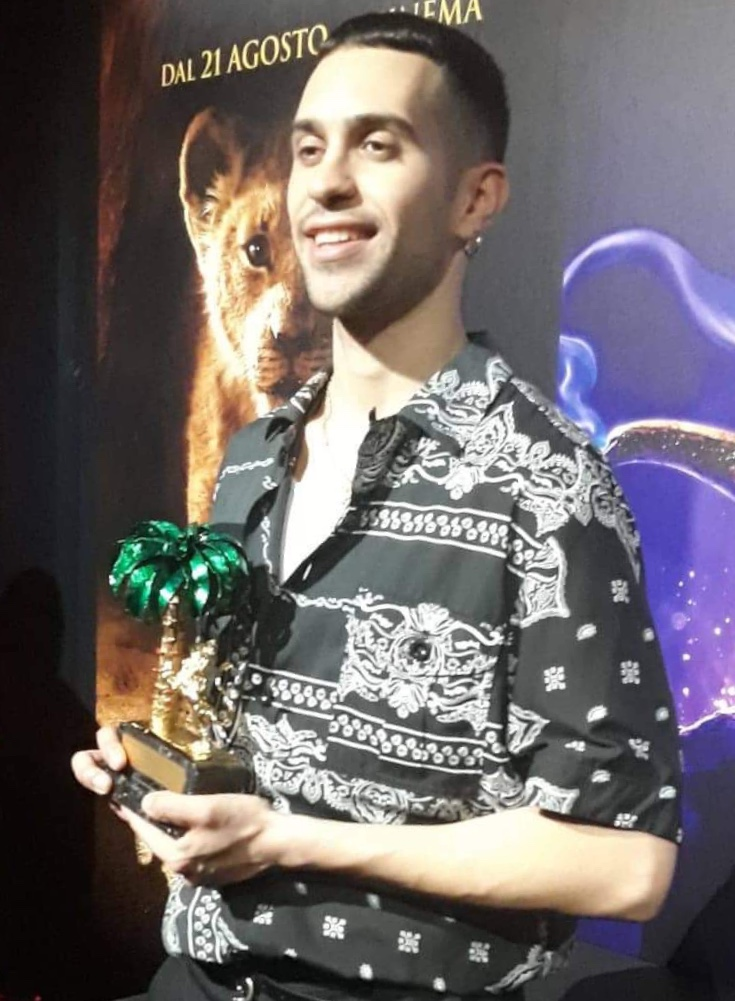
Mahmood vyhrál v roce 2019.

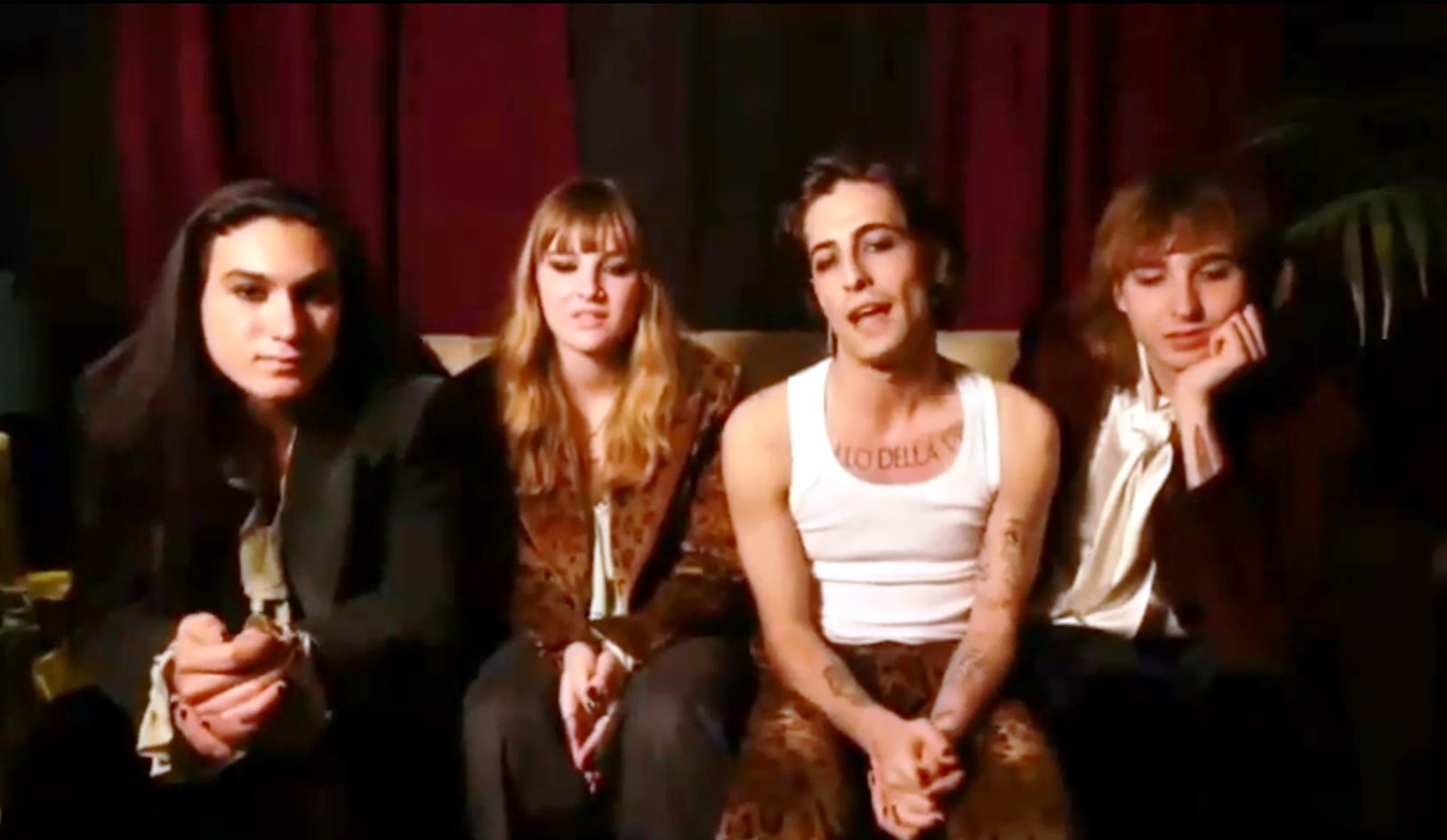
Måneskin v roce 2021 vyhráli nejen Sanremo, ale také Eurovision Song Contest.

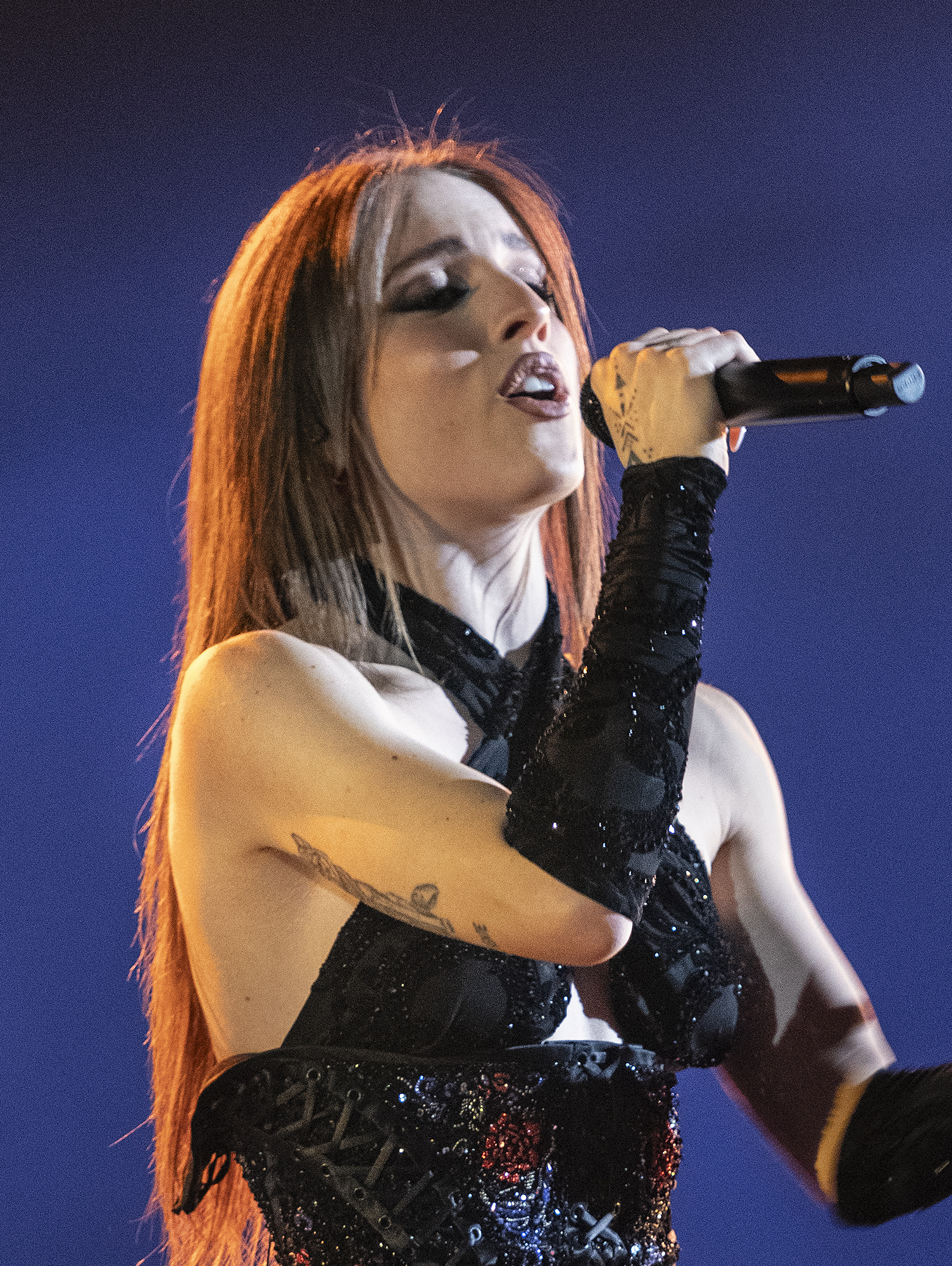
Angelina Mango vyhrála v roce 2024.

### Hlavní kategorie
| Rok  | Interpret(i)                                   | Skladba                            |
| ---- | ---------------------------------------------- | ---------------------------------- |
| 1951 | Nilla Pizzi                                    | „Grazie dei fiori“                 |
| 1952 | Nilla Pizzi                                    | „Vola colomba“                     |
| 1953 | Carla Boni & Flo Sandon’s                      | „Viale d’autunno“                  |
| 1954 | Giorgio Consolini & Gino Latilla               | „Tutte le mamme“                   |
| 1955 | Claudio Villa & Tullio Pane                    | „Buongiorno tristezza“             |
| 1956 | Franca Raimondi                                | „Aprite le finestre“               |
| 1957 | Claudio Villa & Nunzio Gallo                   | „Corde della mia chitarra“         |
| 1958 | Domenico Modugno & Johnny Dorelli              | „Nel blu, dipinto di blu“          |
| 1959 | Domenico Modugno & Johnny Dorelli              | „Piove (Ciao, ciao bambina)“       |
| 1960 | Tony Dallara & Renato Rascel                   | „Romantica“                        |
| 1961 | Betty Curtis & Luciano Tajoli                  | „Al di là“                         |
| 1962 | Domenico Modugno & Claudio Villa               | „Addio… addio“                     |
| 1963 | Tony Renis & Emilio Pericoli                   | „Uno per tutte“                    |
| 1964 | Gigliola Cinquetti & Patricia Carli            | „Non ho l’età“                     |
| 1965 | Bobby Solo & The New Christy Minstrels         | „Se piangi se ridi“                |
| 1966 | Domenico Modugno & Gigliola Cinquetti          | „Dio come ti amo“                  |
| 1967 | Claudio Villa & Iva Zanicchi                   | „Non pensare a me“                 |
| 1968 | Sergio Endrigo & Roberto Carlos                | „Canzone per te“                   |
| 1969 | Bobby Solo & Iva Zanicchi                      | „Zingara“                          |
| 1970 | Adriano Celentano & Claudia Mori               | „Chi non lavora non fa l’amore“    |
| 1971 | Nada & Nicola Di Bari                          | „Il cuore è uno zingaro“           |
| 1972 | Nicola Di Bari                                 | „I giorni dell’arcobaleno“         |
| 1973 | Peppino di Capri                               | „Un grande amore e niente più “    |
| 1974 | Iva Zanicchi                                   | „Ciao cara come stai?“             |
| 1975 | Gilda                                          | „Ragazza del sud“                  |
| 1976 | Peppino di Capri                               | „Non lo faccio più“                |
| 1977 | Homo Sapiens                                   | „Bella da morire“                  |
| 1978 | Matia Bazar                                    | „…e dirsi ciao“                    |
| 1979 | Mino Vergnaghi                                 | „Amare“                            |
| 1980 | Toto Cutugno                                   | „Solo noi“                         |
| 1981 | Alice                                          | „Per Elisa“                        |
| 1982 | Riccardo Fogli                                 | „Storie di tutti i giorni “        |
| 1983 | Tiziana Rivale                                 | „Sarà quel che sarà“               |
| 1984 | Al Bano & Romina Power                         | „Ci sarà“                          |
| 1985 | Ricchi e Poveri                                | „Se m’innamoro“                    |
| 1986 | Eros Ramazzotti                                | „Adesso tu“                        |
| 1987 | Gianni Morandi, Enrico Ruggeri a Umberto Tozzi | „Si può dare di più“               |
| 1988 | Massimo Ranieri                                | „Perdere l’amore“                  |
| 1989 | Anna Oxa a Fausto Leali                        | „Ti lascerò“                       |
| 1990 | Pooh                                           | „Uomini soli“                      |
| 1991 | Riccardo Cocciante                             | „Se stiamo insieme“                |
| 1992 | Luca Barbarossa                                | „Portami a ballare“                |
| 1993 | Enrico Ruggeri                                 | „Mistero“                          |
| 1994 | Aleandro Baldi                                 | „Passerà“                          |
| 1995 | Giorgia                                        | „Come saprei“                      |
| 1996 | Ron (a Tosca)                                  | „Vorrei incontrarti fra cent’anni“ |
| 1997 | Jalisse                                        | „Fiumi di parole“                  |
| 1998 | Annalisa Minetti                               | „Senza te o con te“                |
| 1999 | Anna Oxa                                       | „Senza pietà“                      |
| 2000 | Piccola Orchestra Avion Travel                 | „Sentimento“                       |
| 2001 | Elisa                                          | „Luce (Tramonti a nord est)“       |
| 2002 | Matia Bazar                                    | „Messaggio d’amore“                |
| 2003 | Alexia                                         | „Per dire di no“                   |
| 2004 | Marco Masini                                   | „L’uomo volante“                   |
| 2005 | Francesco Renga                                | „Angelo“                           |
| 2006 | Povia                                          | „Vorrei avere il becco“            |
| 2007 | Simone Cristicchi                              | „Ti regalerò una rosa“             |
| 2008 | Giò Di Tonno a Lola Ponce                      | „Colpo di fulmine“                 |
| 2009 | Marco Carta                                    | „La forza mia“                     |
| 2010 | Valerio Scanu                                  | „Per tutte le volte che…“          |
| 2011 | Roberto Vecchioni                              | „Chiamami ancora amore“            |
| 2012 | Emma Marrone                                   | „Non è l’inferno“                  |
| 2013 | Marco Mengoni                                  | „L’essenziale“                     |
| 2014 | Arisa                                          | „Controvento“                      |
| 2015 | Il Volo                                        | „Grande amore“                     |
| 2016 | Stadio                                         | „Un giorno mi dirai“               |
| 2017 | Francesco Gabbani                              | „Occidentali’s Karma“              |
| 2018 | Ermal Meta a Fabrizio Moro                     | „Non mi avete fatto niente“        |
| 2019 | Mahmood                                        | „Soldi“                            |
| 2020 | Diodato                                        | „Fai rumore“                       |
| 2021 | Måneskin                                       | „Zitti e buoni“                    |
| 2022 | Mahmood & Blanco                               | „Brividi“                          |
| 2023 | Marco Mengoni                                  | „Due vite“                         |
| 2024 | Angelina Mango                                 | „La noia“                          |
| 2025 | Olly                                           | „Balorda nostalgia“                |

### Nováčci

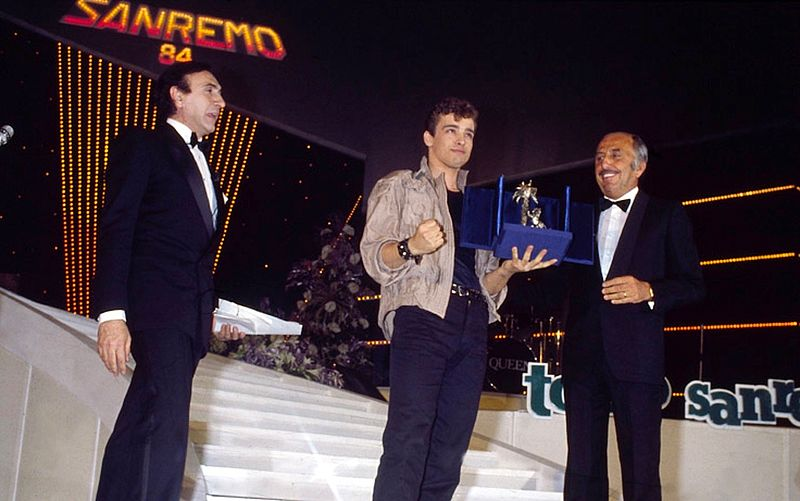
Eros Ramazzotti jako první vyhrál kategorii nováčků, v roce 1986 ovládl i hlavní kategorii.

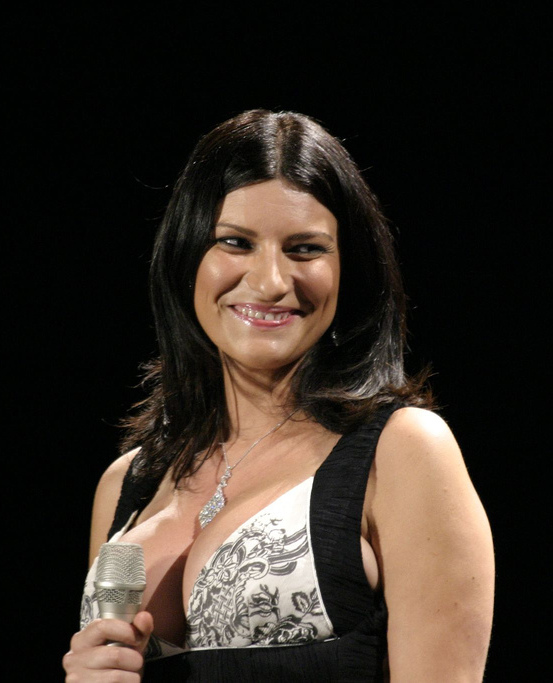
Laura Pausini odstartovala svou kariéru vítězstvím mezi nováčky v roce 1993.

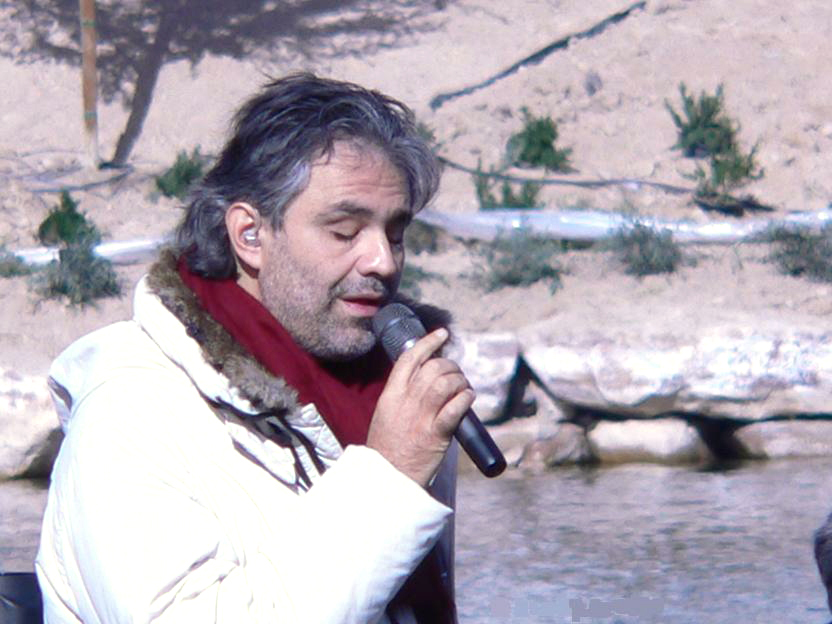
Andrea Bocelli vyhrál kategorii nováčků v roce 1994.

| Rok                     | Interpret(i)                      | Skladba                     |
| ----------------------- | --------------------------------- | --------------------------- |
| 1984                    | Eros Ramazzotti                   | „Terra promessa“            |
| 1985                    | Cinzia Corrado                    | „Niente di più“             |
| 1986                    | Lena Biolcati                     | „Grande grande amore“       |
| 1987                    | Michele Zarrillo                  | „La notte dei pensieri“     |
| 1988                    | Future                            | „Canta con noi“             |
| 1989                    | Mietta                            | „Canzoni“                   |
| 1990                    | Marco Masini                      | „Disperato“                 |
| 1991                    | Paolo Vallesi                     | „Le persone inutili“        |
| 1992                    | Aleandro Baldi a Francesca Alotta | „Non amarmi“                |
| 1993                    | Laura Pausini                     | „La solitudine“             |
| 1994                    | Andrea Bocelli                    | „Il mare calmo della sera“  |
| 1995                    | Neri per Caso                     | „Le ragazze“                |
| 1996                    | Syria                             | „Non ci sto“                |
| 1997                    | Paola & Chiara                    | „Amici come prima“          |
| 1998                    | Annalisa Minetti                  | „Senza te o con te“         |
| 1999                    | Alex Britti                       | „Oggi sono io“              |
| 2000                    | Jenny B                           | „Semplice sai“              |
| 2001                    | Gazosa                            | „Stai con me (Forever)“     |
| 2002                    | Anna Tatangelo                    | „Doppiamente fragili“       |
| 2003                    | Dolcenera                         | „Siamo tutti là fuori“      |
| nekonalo se v roce 2004 |                                   |                             |
| 2005                    | Laura Bono                        | „Non credo nei miracoli“    |
| 2006                    | Riccardo Maffoni                  | „Sole negli occhi“          |
| 2007                    | Fabrizio Moro                     | „Pensa“                     |
| 2008                    | Sonohra                           | „L’amore“                   |
| 2009                    | Arisa                             | „Sincerità“                 |
| 2010                    | Tony Maiello                      | „Il linguaggio della resa“  |
| 2011                    | Raphael Gualazzi                  | „Follia d’amore“            |
| 2012                    | Alessandro Casillo                | „È vero (che ci sei)“       |
| 2013                    | Antonio Maggio                    | „Mi servirebbe sapere“      |
| 2014                    | Rocco Hunt                        | „Nu juorno buono“           |
| 2015                    | Giovanni Caccamo                  | „Ritornerò da te“           |
| 2016                    | Francesco Gabbani                 | „Amen“                      |
| 2017                    | Lele                              | „Ora mai“                   |
| 2018                    | Ultimo                            | „Il ballo delle incertezze“ |
| nekonalo se v roce 2019 |                                   |                             |
| 2020                    | Leo Gassmann                      | „Vai bene così“             |
| 2021                    | Gaudiano                          | „Polvere da sparo“          |
| 2022                    | Yuman                             | „Mille notti“               |
| 2023                    | Gianmaria                         | „La città che odi“          |
| 2024                    | Clara                             | „Boulevard“                 |
| 2025                    | Settembre                         | „Vertebre“                  |

## Cena kritiků

### Hlavní kategorie
| Rok  | Interpret(i)                           | Skladba                              |
| ---- | -------------------------------------- | ------------------------------------ |
| 1982 | Mia Martini                            | „E non finisce mica il cielo“        |
| 1983 | Matia Bazar                            | „Vacanze romane“                     |
| 1984 | Patty Pravo                            | „Per una bambola“                    |
| 1985 | Matia Bazar                            | „Souvenir“                           |
| 1986 | Enrico Ruggeri                         | „Rien ne va plus“                    |
| 1987 | Fiorella Mannoia                       | „Quello che le donne non dicono“     |
| 1988 | Fiorella Mannoia                       | „Le notti di maggio“                 |
| 1989 | Mia Martini                            | „Almeno tu nell’universo“            |
| 1990 | Mia Martini                            | „La nevicata del ’56“                |
| 1991 | Enzo Jannacci                          | „La fotografia“                      |
| 1992 | Nuova Compagnia di Canto Popolare      | „Pe’ dispietto“                      |
| 1993 | Cristiano De André                     | „Dietro la porta“                    |
| 1994 | Giorgio Faletti                        | „Signor tenente“                     |
| 1995 | Giorgia                                | „Come saprei“                        |
| 1996 | Elio e le Storie Tese                  | „La terra dei cachi“                 |
| 1997 | Patty Pravo                            | „E dimmi che non vuoi morire“        |
| 1998 | Piccola Orchestra Avion Travel         | „Dormi e sogna“                      |
| 1999 | Daniele Silvestri                      | „Aria“                               |
| 2000 | Samuele Bersani                        | „Replay“                             |
| 2001 | Elisa                                  | „Luce (tramonti a nord est)“         |
| 2002 | Daniele Silvestri                      | „Salirò“                             |
| 2003 | Sergio Cammariere                      | „Tutto quello che un uomo“           |
| 2004 | Mario Venuti                           | „Crudele“                            |
| 2005 | Nicola Arigliano                       | „Colpevole“                          |
| 2006 | Noa, Carlo Fava a Solis String Quartet | „Un discorso in generale“            |
| 2007 | Simone Cristicchi                      | „Ti regalerò una rosa“               |
| 2008 | Tricarico                              | „Vita tranquilla“                    |
| 2009 | Afterhours                             | „Il paese è reale“                   |
| 2010 | Malika Ayane                           | „Ricomincio da qui“                  |
| 2011 | Roberto Vecchioni                      | „Chiamami ancora amore“              |
| 2012 | Samuele Bersani                        | „Un pallone“                         |
| 2013 | Elio e le Storie Tese                  | „La canzone mononota“                |
| 2014 | Cristiano De André                     | „Invisibili“                         |
| 2015 | Malika Ayane                           | „Adesso e qui (nostalgico presente)“ |
| 2016 | Patty Pravo                            | „Cieli immensi“                      |
| 2017 | Ermal Meta                             | „Vietato morire“                     |
| 2018 | Ron                                    | „Almeno pensami“                     |
| 2019 | Daniele Silvestri                      | „Argentovivo“                        |
| 2020 | Diodato                                | „Fai rumore“                         |
| 2021 | Willie Peyote                          | „Mai dire mai“                       |
| 2022 | Massimo Ranieri                        | „Lettera di là dal mare“             |
| 2023 | Colapesce & Dimartino                  | „Splash“                             |
| 2024 | Loredana Bertè                         | „Pazza“                              |
| 2025 | Lucio Corsi                            | „Volevo essere un duro“              |

### Nováčci
| Rok                               | Interpret(i)            | Skladba                             |
| --------------------------------- | ----------------------- | ----------------------------------- |
| 1984                              | Santandrea              | „La fenice“                         |
| 1985                              | Cristiano De André      | „Bella più di me“                   |
| 1985                              | Mango                   | „Il viaggio“                        |
| 1986                              | Lena Biolcati           | „Grande grande amore“               |
| 1987                              | Paola Turci             | „Primo tango“                       |
| 1988                              | Paola Turci             | „Sarò bellissima“                   |
| 1989                              | Mietta                  | „Canzoni“                           |
| 1990                              | Marco Masini            | „Disperato“                         |
| 1991                              | Timoria                 | „L’uomo che ride“                   |
| 1992                              | Aeroplanitaliani        | „Zitti zitti (Il silenzio è d’oro)“ |
| 1993                              | Angela Baraldi          | „A piedi nudi“                      |
| 1994                              | Baraonna                | „I giardini d’Alhambra“             |
| 1995                              | Gloria                  | „Le voci di dentro“                 |
| 1996                              | Marina Rei              | „Al di là di questi anni“           |
| 1997                              | Niccolò Fabi            | „Capelli“                           |
| 1998                              | Eramo & Passavanti      | „Senza confini“                     |
| 1999                              | Quintorigo              | „Rospo“                             |
| 2000                              | Jenny B                 | „Semplice sai“                      |
| 2000                              | Lythium                 | „Noël“                              |
| 2001                              | Roberto Angelini        | „Il signor Domani“                  |
| 2001                              | Francesco Renga         | „Raccontami…“                       |
| 2002                              | Archinuè                | „La marcia dei santi“               |
| 2003                              | Patrizia Laquidara      | „Lividi e fiori“                    |
| neudělovalo se v letech 2004–2006 |                         |                                     |
| 2007                              | Fabrizio Moro           | „Pensa“                             |
| 2008                              | Frank Head              | „Para parà ra rara“                 |
| 2009                              | Arisa                   | „Sincerità“                         |
| 2010                              | Nina Zilli              | „L’uomo che amava le donne“         |
| 2011                              | Raphael Gualazzi        | „Follia d’amore“                    |
| 2012                              | Erica Mou               | „Nella vasca da bagno del tempo“    |
| 2013                              | Renzo Rubino            | „Il postino (amami uomo)“           |
| 2014                              | Zibba                   | „Senza di te“                       |
| 2015                              | Giovanni Caccamo        | „Ritornerò da te“                   |
| 2016                              | Francesco Gabbani       | „Amen“                              |
| 2017                              | Maldestro               | „Canzone per Federica“              |
| 2018                              | Mirkoeilcane            | „Stiamo tutti bene“                 |
| neudělovalo se v roce 2019        |                         |                                     |
| 2020                              | Eugenio in Via Di Gioia | „Tsunami“                           |
| 2021                              | Wrongonyou              | „Lezioni di volo“                   |
| neudělovalo se v letech 2022–2024 |                         |                                     |
| 2025                              | Settembre               | „Vertebre“                          |